# Button Plan

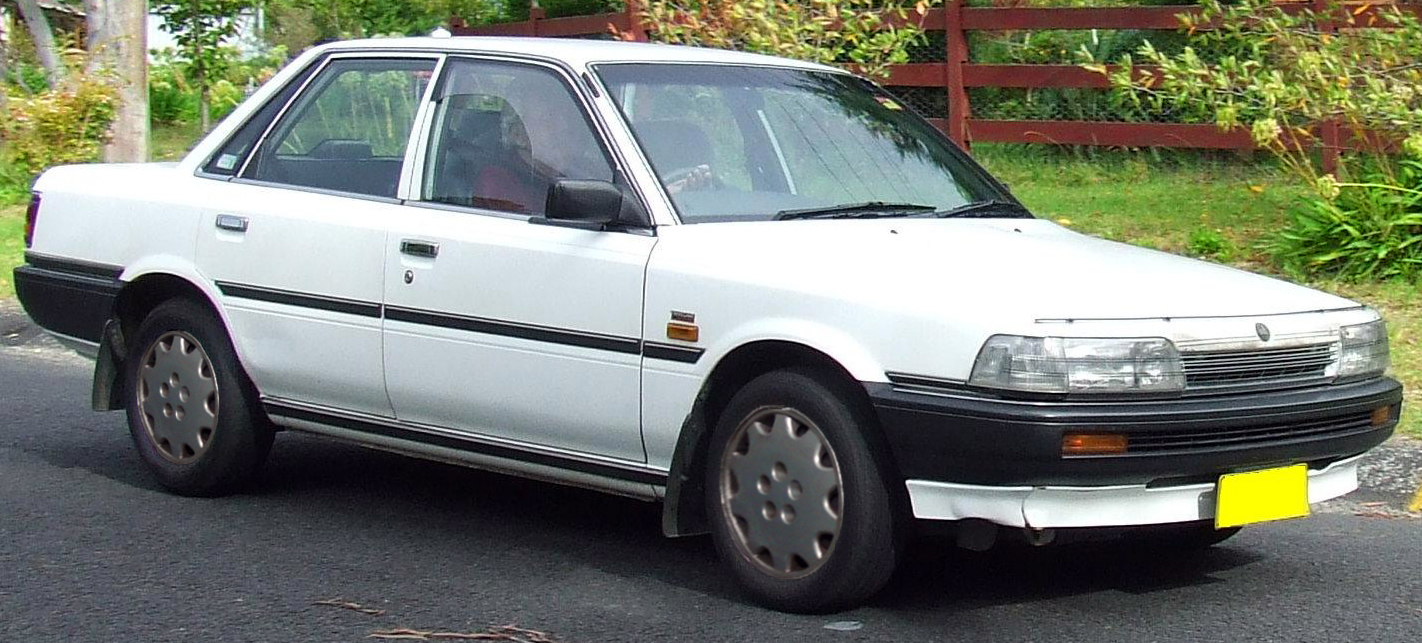
Holden Apollo (Toyota Camry) uit 1991.

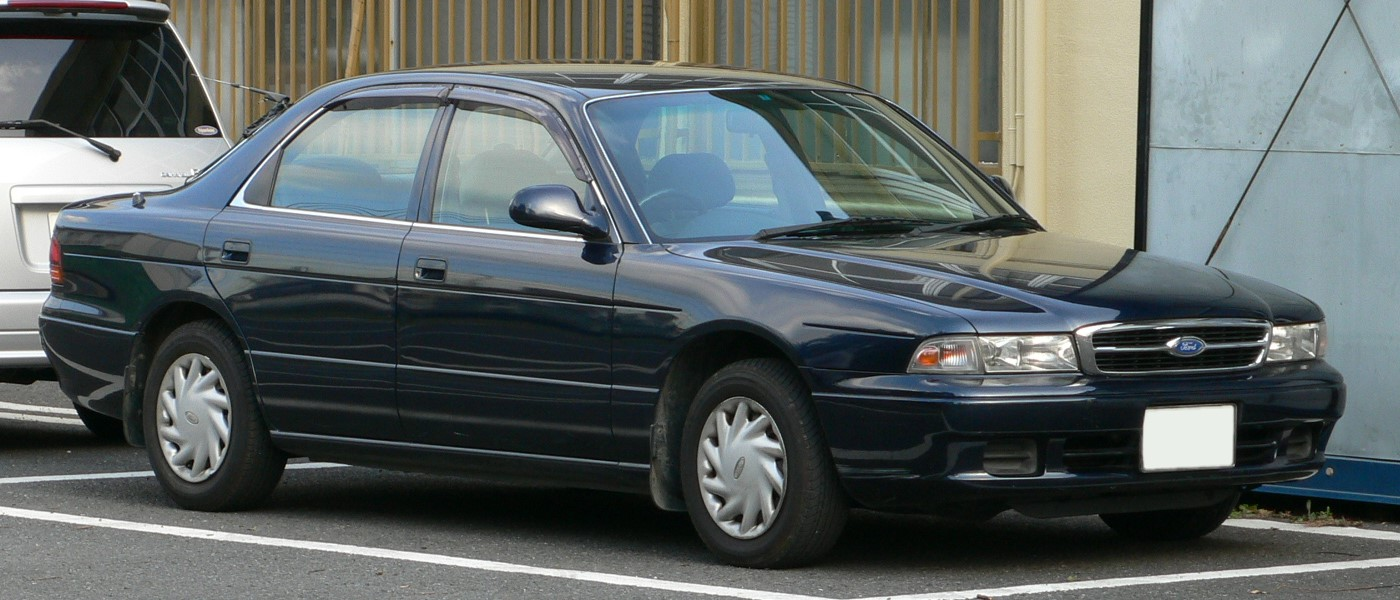
Ford Telstar II (gebaseerd op de Mazda 626) uit 1994.

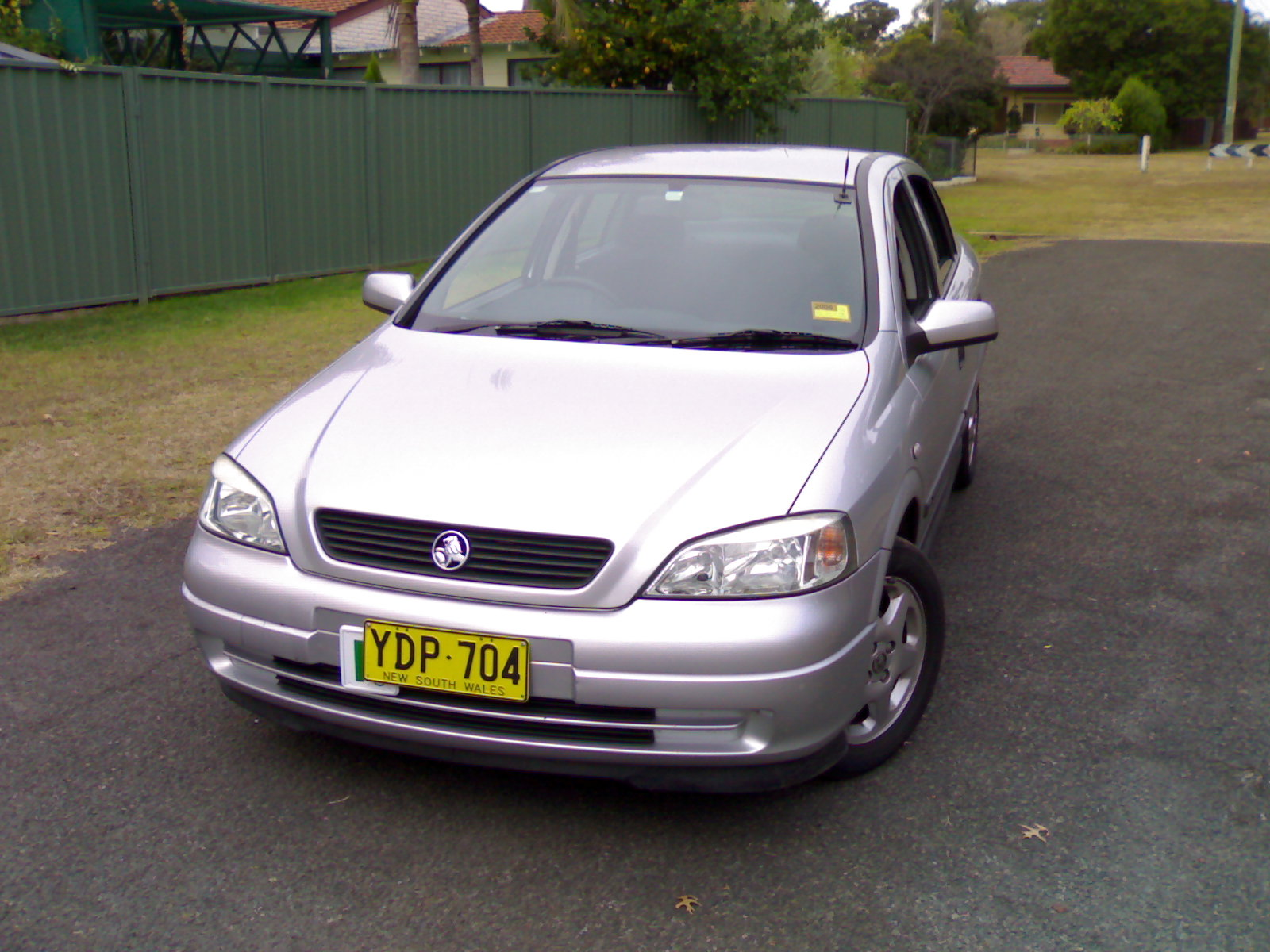
Holden CD Astra (Opel Astra) uit 2000.

Het Button Car Plan - ook wel Button Plan - was de informele naam van
het Motor Industry Development Plan van de Australische
overheid in 1984. Het plan was vernoemd naar senator John Button
die ook minister van handel en industrie was. Het doel ervan was het
rationaliseren van de Australische automobielindustrie.

## Aanleiding
Voor de invoering van het Button Plan werd de Australische industrie beschermd
met hoge importtarieven van zo'n 15%. Die tarieven waren ingevoerd nadat Japan
een economische grootmacht was geworden en de Japanse auto-industrie wereldwijd
begon door te breken. Door die tarieven was het mogelijk dat in Australië dertien
automodellen gebouwd werden door verschillende constructeurs terwijl het land een
relatief kleine markt is.

## Het plan
Het Button Car Plan wilde het aantal lokaal gebouwde modellen drukken tot acht
door de auto-industrie te doen consolideren. De importtarieven daalden eerst tot
10% om tegen het einde van de jaren 1980 op 5% te komen. De theorie was
dat de geconsolideerde auto-industrie efficiënter zou werken. Blootstelling aan
buitenlandse concurrentie moest innovatie en kwaliteit stimuleren.
Dit zou de basis worden van een concurrentiële exportindustrie.

## Effecten
Het meest opgemerkte effect van het Button Plan was dat de lokale Australische
autobouwers modellen begonnen te delen (badge-engineering) met buitenlandse
merken. Zo werd de Holden VN Commodore bijvoorbeeld ook
verkocht als Toyota Lexcen. Omgekeerd was de Holden Astra in de jaren
1980 in feite de Nissan Pulsar. Het was vooral met Japanse merken dat die
uitwisseling van modellen plaatsvond. Een ander effect was het gebruik van
Japanse motoren in Australische auto's. Eind jaren 1990 werd van het
lokale modeldelen afgezien. Het laatste dergelijke model, de Holden Apollo,
werd in 1997 geschrapt. In de plaats begon men geassembleerde modellen in te
voeren uit Japan en ook Europa.

## Gevolgen
Het Australische publiek was om te beginnen niet al te enthousiast. De verkoop van
de modellen met een lokaal embleem was een veelvoud van dat van de Japanse broertjes.
Doch steeg de auto-import in Australië tussen 1995 en 2004 van 5 tot 16
miljard Australische dollar. Inclusief auto-onderdelen was dat van 9,2 tot
21,2 miljard AUD. Daar waar in de jaren 1980 nog meer dan 90% van de onderdelen
door lokale producenten aangeleverd werd was dat in 2006 nog slechts 25%.
Ook halveerde het aantal werknemers in de auto-industrie ten opzichte van begin
jaren 1990 tot zo'n 60.000. De export van Australische auto's deed het sindsdien
wel goed. Het land exporteert, met overheidssteun, ongeveer 130.000 auto's per jaar
(2003) naar Nieuw-Zeeland, het Midden-Oosten en Noord-Amerika.

## Gedeelde modellen
Hieronder een aantal automodellen die in het kader van het Button Plan tussen
verschillende merken gedeeld werden.
| Origineel model     | Gedeeld model |
| ------------------- | ------------- |
| Ford Falcon Ute     | Nissan Ute    |
| Holden VN Commodore | Toyota Lexcen |
| Nissan Patrol       | Ford Maverick |
| Nissan Pintara      | Ford Corsair  |
| Nissan Pulsar       | Holden Astra  |
| Toyota Corolla      | Holden Nova   |
| Toyota Camry        | Holden Apollo |